# Bombay Natural History Society

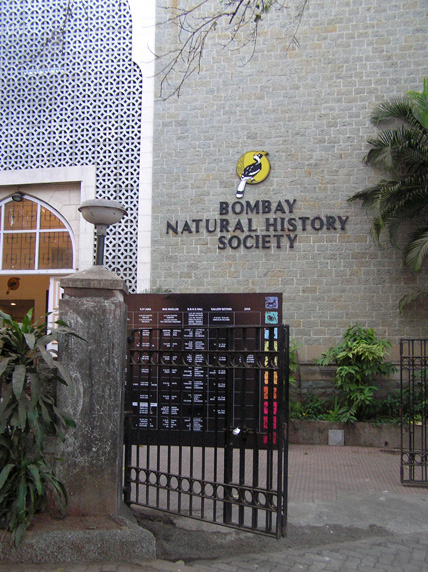
Hornbill House, l'oficina central de la Bombay Natural History Society.

La Bombay Natural History Society, fundada el 15 de setembre de 1883, és una de les organitzacions no governamentals més grans de la India compromeses en la conservació i recerca de la Biodiversitat. Dona suport a molts projectes d'investigació a través de beques i publica el Journal of the Bombay Natural History Society. Molts naturalistes destacats, entre ells els ornitòlegs Sálim Ali i S. Dillon Ripley, s'hi han associat. La societat és coneguda generalment per les seves inicials, BNHS. BNHS és sòcia de la BirdLife Internacional a l'Índia. Ha estat designada com a "Organització de Recerca Científica i Industrial" pel Departament de Ciència i Tecnologia.

## Història

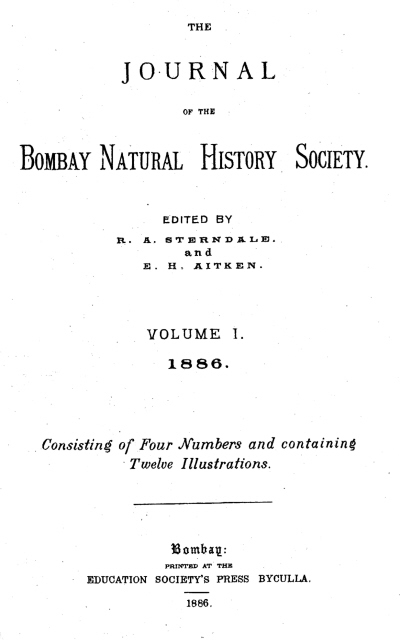
Pàgina de títol de volum 1, número 1, del Journal of the Bombay Natural Hisotry Society, 1886.

El 15 de setembre de 1883 vuit persones interessades en la història natural es van trobar a Bombay en el que era llavors Victòria and Albert Museum (avui Bhau Daji Lad Museum) i:
| « | constituïts a si mateixos com a Bombay Natural History Society. Van proposar-se fer trobades mensuals i bescanviar documents, visibilitzar les seves espècies mes interessants i encoratjar que ho féssin els altres. | » |

Segons E. H. Aitken (El primer secretari honorari, de setembre 1883-Març 1886), el Dr. G. A. Maconochie va ser la font i origen de la institució. Els altres fundadors van ser: D. MacDonald, Col. C. Swinhoe, J. C. Anderson, J. Johnston, Dr. Atmaram Pandurang i Sakharam Arjun. H. M. Phipson (segon secretari honorari, 1886–1906) va formar part del grup fundador. Ell va deixar una part de la seva botiga de vins al 18 de Forbes Street com a oficina de la BNHS.
El 1911, R. C. Wroughton, membre de BNHS i agent forestal va organitzar una enquesta entre els socis sobre els mamífers existents en el subcontinent indi per proporcionar espècies existents. Aquesta va ser potser el primer treball col·laboratiu d'història natural arreu del món. El resultat va ser una col·lecció de 50,000 exemplars durant 12 anys. Es van descobrir diverses espècies, van ser editades 47 publicacions, i es va millorar la comprensió dels límits biogeogràfics.
En els primers anys, el Journal of the BNHS va revisar literatura contemporània d'altres parts del món. La descripció de les interaccions formiga-aus en alemany per Erwin Stresemann va ser revisada en una edició de 1935 que portà a la introducció del terme bany de formigues (anting en anglès).
Avui en dia, la BNHS té la seu central a 'Hornbill House' al sud de Mumbai. Patrocina estudis de conservació de flora i fauna índia, i publica la revista quatrimestral, Journal of the Bombay Natural History Society (JBNHS), així com la revista trimestral, Hornbill.

## El logo de la BNHS
El logo de la BNHS logo és el calau bicorne, inspirat en un Calau bicorne conegut com a William, que va viure a les instal·lacions de la societat de 1894 fins al 1920, durant els secretariats honoraris de H. M. Phipson fins al 1906 i W. S. Millard de 1906 fins a 1920. El logo va ser creat el 1933, l'any del jubileu de plata de la fundació de la societat.

### William
Segons H. M. Phipson, William va néixer el maig 1894 i va ser presentat a la Societat tres mesos més tard per H. Ingle de Karwar. Va assolir la seva longitud plena (4.25 peus (1.30 m) sobre el final del seu tercer any. La seva dieta consistia en fruita : plàtans i figues salvatges, i també ratolins vius, escorpins, i carn crua que menjava amb fruïció. Aparentment no va beure aigua, ni la va utilitzar per banyar-se. A William, se'l coneixia per agafar pilotes de tenis que li llançaven des d'una distància d'uns 30 peus amb el seu bec.

En la seva necrològica de W. S. Millard, el Sr Norman Kinnear va fer els següents comentaris sobre William:
| « | Cada visitant de la Societat al carrer Apollo recodarà el calau bicorne, també conegut coma "canari d'oficina" que va viure en una gàbia darrera Millard's chair a l'oficina de Phipson & Co.'s durant 26 anys i va morir el 1920. Es va dir que la seva mort va ser causada per la ingestió d'un tros de filferro, però en el passat, "William" s'havia empassat un cigar encès sense efectes nocius, i jo per la meva part penso que es la pèrdua del seu vell amic com a causa principal. | » |

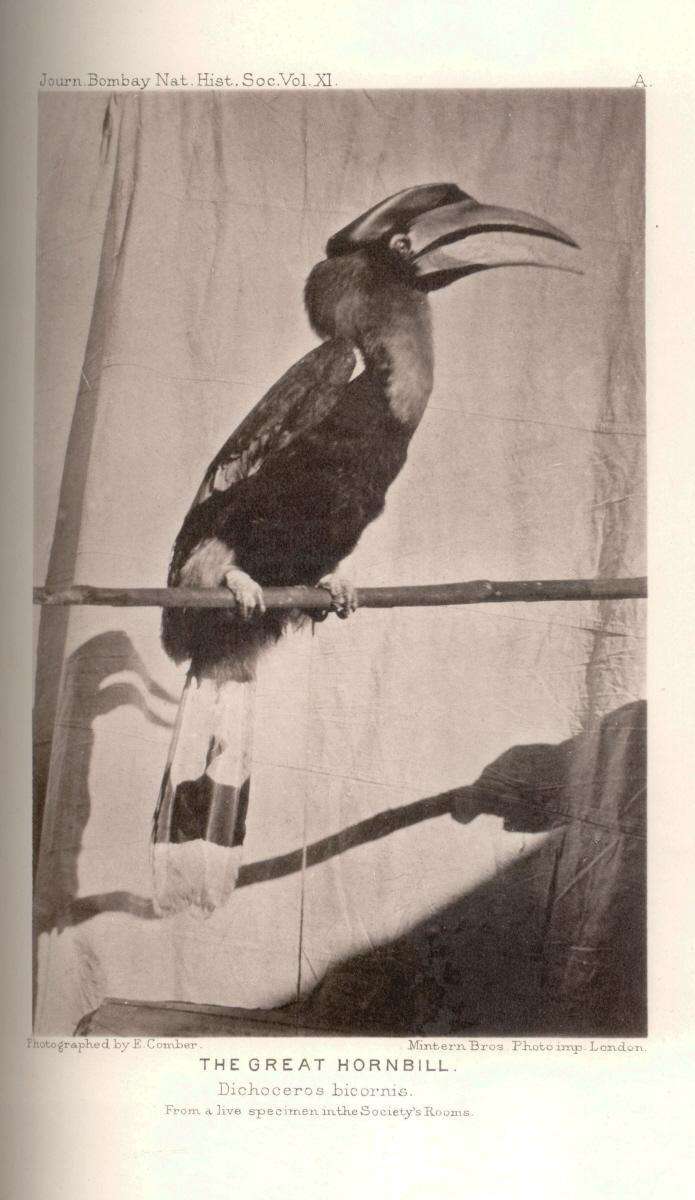
Perfil de E. Comber (1897) del gran calau bicorne, "William," que va viurs a les instal·lacions de la societat del 1894 fins al 1920, i que més tard seria el model del seu logotip.
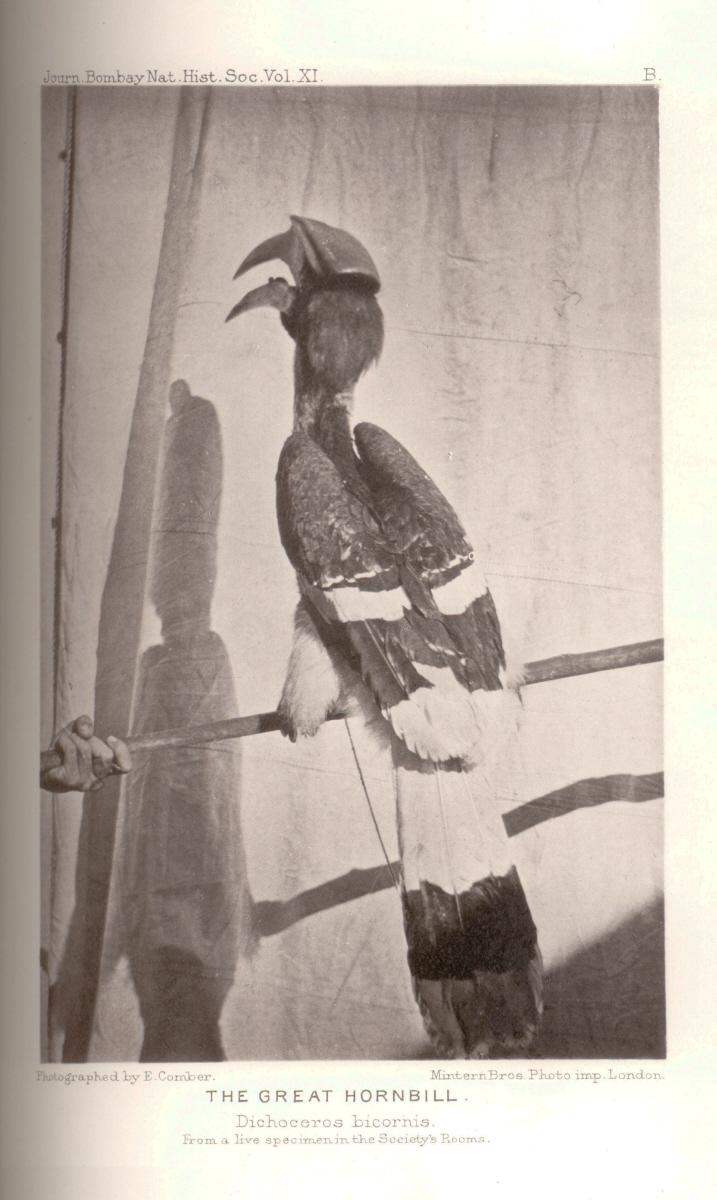
Una altra fotografia de "William," per E. Comber publicada al Journal of the Bombay Natural History Society, 1897.